# Burtia
Burtia is een geslacht van vlinders van de familie spinneruilen (Erebidae), uit de onderfamilie Arctiinae.

## Soorten
- B. cruenta Herrich-Schäffer, 1866
- B. rubella Grote, 1866
- B. rubridiscalis Gaede, 1926